# 국민민주동맹
국민민주동맹(國民民主同盟, 힌디어: राष्ट्रीय जनतांत्रिक गठबंधन, 영어: National Democratic Alliance, NDA)은 인도에서 주로 힌두정치, 보수주의를 추구하는 당들이 연합한 정당 연합이다.

## 현재 속해 있는 주요 정당
- 바라티야 자나타 - 보수주의, 민족보수주의, 우익대중주의
- 시브 세나 - 힌두주의 신분제 옹호 극우 정당
- 아칼리 달 - 시크교주의, 강경우파정당
- 텔루구 데삼[1] - 지역주의, 사회자유주의, 보수적인 중도주의 정당
- 로크 잔삭티 - 세속주의 포퓰리즘 중도주의
- 잠무-카슈미르 인민민주당 - 잠무-카슈미르 자치권, 진보주의
- 라스트리야 로크 사마타 - 사회주의 좌익 정당
- 압나 달 - 여권신장

## 같이 보기
- 통합진보동맹